# Juan Anglada y Ruiz
Juan Anglada y Ruiz (Vera, 1829-Madrid, 1895) fue un político, empresario y banquero español, diputado durante el Sexenio Democrático y la Restauración, además de senador.

## Biografía
Nacido el 27 de noviembre de 1829 en la localidad almeriense de Vera, fue diputado en las Cortes de 1872, y en varias ocasiones durante el periodo de la Restauración. También ocupó escaño de senador en 1871. En todos estos cargos representó circunscripciones de la provincia de Almería. Hacia 1886 era banquero en Madrid y votaba con la minoría posibilista. Fallecido el 22 de diciembre de 1895 en Madrid, fue propietario del palacio de Anglada.